# Hertford College

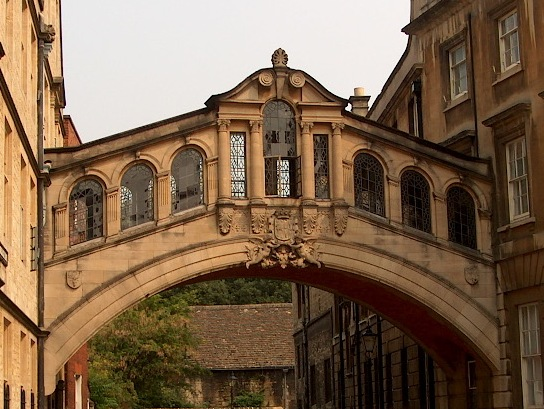
Seufzerbrücke

Das Hertford College (/ˈhɑːrtfərd/) ist eines von 39 konstituierenden Colleges der University of Oxford in England. Es befindet sich an der Catte Street, gegenüber dem Haupteingang der Bodleian Library. Das College ist bekannt für seine Seufzerbrücke. Es studieren jeweils etwa 600 Studenten am College.
Der Vorgänger des Herford College, Hart Hall, wurde in den 1280er Jahren gegründet und wurde 1740 zu einem vollwertigen College der Universität, bevor es 1816 aufgelöst wurde. 1820 wurde der Standort von der Magdalen Hall übernommen, die um 1490 neben dem Magdalen College gegründet wurde. 1874 wurde Magdalen Hall ein eigenständiges College und übernahm den Namen Hertford College. 1974 war Hertford eines der ersten rein männlichen Colleges, die Frauen für ein Studium zuließen.
Zu den Absolventen der Vorgängerinstitutionen des Colleges zählen William Tyndale, John Donne, Thomas Hobbes und Jonathan Swift. Zu den Absolventen des Hertford College gehören die Autoren Evelyn Waugh und Tobias Wolff, der kanadische Generalgouverneur Roland Michener, sowie die Innenministerin Jacqui Smith.

## Geschichte

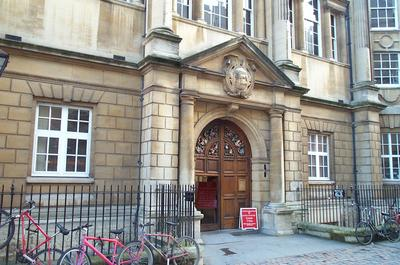
Eingang des Hertford College

Das College wurde im Jahr 1282 als Hart Hall von Elias de Hertford in der Catte Street gegründet. Im Mittelalter wurden die Halls vor allem als Wohnung für Studenten und Dozenten genutzt und hatten damit nicht denselben Status wie die heutigen Colleges. Hertford College wurde unter anderem von berühmten Persönlichkeiten wie dem Dichter John Donne, dem Satiriker Jonathan Swift, dem politischen Theoretiker Thomas Hobbes und dem ersten Übersetzer der Bibel ins Englische, William Tyndale, besucht. Was ursprünglich als Wohnkomplex begann, wuchs in den folgenden Jahrhunderten zu einem offiziellen College. Noch heute sind Teile des ursprünglichen Gebäudes Teil des Colleges, so zum Beispiel das mit Blumenschnitzereien verzierte Eingangstor aus dem 17. Jahrhundert und die alte Bibliothek mit ihrer Büchersammlung aus derselben Zeit.
1740 bekam Hart Hall den offiziellen Titel als Oxford College. Aufgrund von finanziellen Problemen wurde Hertford College 1822 Teil der Magdalen Hall (nicht zu verwechseln mit dem heutigen Magdalen College). 1874 wurde der vereinte Komplex Hertford College und Magdalen Hall dank der finanziellen Unterstützung von Sir Thomas Baring wieder als College etabliert. Innerhalb von nur sieben Jahren schaffte es das Ruderteam des frischgegründeten Colleges, den prestigeträchtigen Titel Head of the River in den berühmten jährlichen Ruderrennen zu gewinnen.
Hertford war eines der fünfzehn Colleges, die Frauen als Studentinnen zuließen. Heute ist das Verhältnis zwischen männlichen und weiblichen Studenten ungefähr ausgeglichen. Hertford College hat den Ruf, ein fortschrittliches College zu sein, und war eines der ersten Colleges, die in den sechziger Jahren Bewerbungen von staatlichen Schulen förderten. Heute hat es mehr Schüler von staatlichen als von privaten Schulen.
Die Bibliothek des Colleges ist heute eine der bestausgestatteten Collegebibliotheken in Oxford mit mehr als 40.000 Büchern. Einige davon sind extrem seltene Exemplare aus dem 17. Jahrhundert, so zum Beispiel ein Originalmanuskript von Hobbes’ Leviathan, das er dem College, in dem er den Großteil seiner Studien absolvierte, als persönliches Geschenk überreichte.
In den letzten Jahren wurden einige neue Wohnkomplexe und Sportanlagen eingeweiht. Unter Studenten ist Hertford College besonders für seine legendäre College Bar bekannt, die allerdings nur für Studenten zugänglich ist. Trotz des Images als ausgelassenes College rangiert es meist im vorderen Drittel aller Colleges im Norrington Table, dem Ranking der Examensergebnisse. 2022 lag Hertford allerdings auf dem 26. Rang von 30 Colleges.

## Das Hauptgebäude

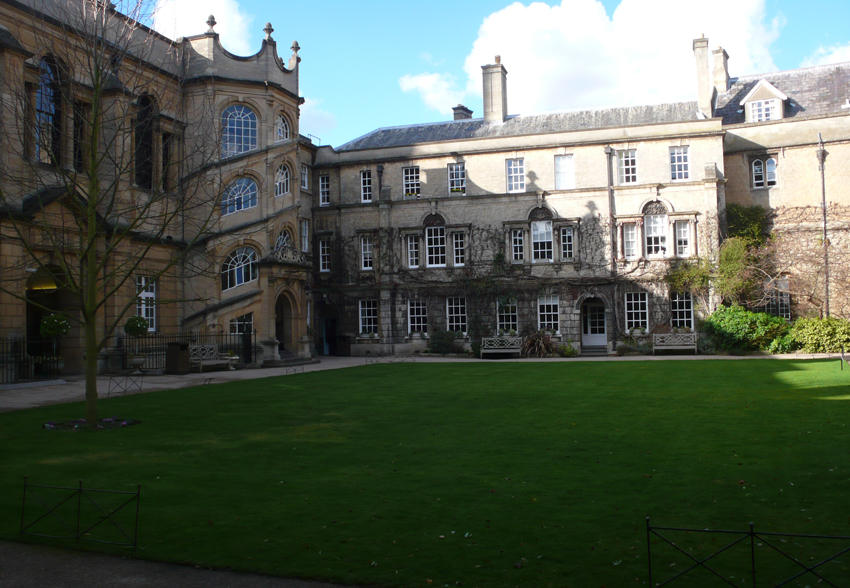
Old quadrangle des Hertford College

Das Hauptgebäude besteht aus drei Häuserblocks: Old Quadrangle, New Quadrangle, und Holywell Quadrangle.
Das Old Quadrangle ist der älteste Gebäudeteil. Dort befinden sich die Pförtnerloge, die Bibliothek, die Kapelle, die Mensa und Verwaltungsräume. Es ist der einzige der drei Komplexe, in dem es eine Rasenfläche gibt. Diese darf während des Wintertrimesters (Michaelmas) und des Ostertrimesters (Hilary) nicht betreten werden. Im Sommertrimester (Trinity) dagegen dürfen sich die Studenten auf dem Rasen aufhalten; freitags und sonntags darf außerdem Croquet gespielt werden.
Der Wohnkomplex New Quadrangle ist mit dem älteren Block durch die Hertford Bridge verbunden. Dieser Touristenmagnet ist vor allem als Seufzerbrücke bekannt und wurde von Thomas Graham Jackson entworfen.

## Persönlichkeiten

### Alumni
- Richard Addinsell (1904–1977), britischer Filmkomponist
- Bernard Ashmole (1894–1988), britischer Klassischer Archäologe
- Fiona Bruce, BBC Nachrichtensprecherin
- Sir Sherard Cowper-Coles
- George Dangerfield (1904–1986), US-amerikanischer Historiker und Schriftsteller
- Samuel Daniel (wahrscheinlich 1562–1619), englischer Dichter und Historiograph der Elisabethanischen Zeit
- John Donne (1572–1631), englischer Schriftsteller und metaphysischer Dichter
- Charles James Fox (1749–1806), britischer Staatsmann und Redner
- Nicholas Henderson (1919–2009), britischer Diplomat und Autor
- Thomas Hobbes (1588–1679), englischer Mathematiker, Staatstheoretiker und Philosoph
- Edward Hyde, 1. Earl of Clarendon (1609–1674), englischer Staatsmann und Historiker
- Jeffrey John (* 1953), anglikanischer Geistlicher und Theologe
- Zoe Lee (* 1985), britische Ruderin
- Dom Mintoff (1916–2012), Premierminister von Malta
- Max Nicholson (1904–2003), britischer Umweltschützer und Ornithologe
- Henry Pelham (1694–1754), britischer Premierminister
- Jacqui Smith (* 1962), britische Innenministerin
- Jonathan Swift (1667–1745), irischer Schriftsteller und Satiriker der frühen Aufklärung
- William Tyndale (um 1494–1536), englischer Priester und Gelehrter
- Ed Vulliamy (* 1954), britischer Journalist
- Evelyn Waugh (1903–1966), britischer Schriftsteller
- Nathaniel Woodard (1811–1891), britischer Priester der Kirche von England, Pädagoge und Gründer von Schulen
- Tobias Wolff (* 1945), US-amerikanischer Schriftsteller
- Byron White (1917–2002), beigeordneter Richter am Obersten Gerichtshof der USA

### Rektoren
- 1964–1967 Robert Lowe Hall, Baron Roberthall
- 1988–1996 Erik Christopher Zeeman
- 2011–2020 Will Hutton
- Seit 2020 Thomas Fletcher